# The Record of Singing
The Record of Singing è una raccolta di cantanti di musica classica della prima metà del XX secolo, l'era dei dischi a 78 giri.
Fu pubblicata su LP (con libretti di accompagnamento) dalla EMI, successore della società britannica His Master's Voice (meglio nota come HMV), forse l'organizzazione più importante nella storia della registrazione audio.
Il progetto inizialmente fu accompagnato da due libri illustrati, contenenti biografie e valutazioni dei cantanti, che sono stati pubblicati a Londra, da Duckworth, alla fine degli anni '70. Copre il periodo che va dal 1900 circa, quando furono fatte le prime registrazioni, fino ai primi anni '50, quando furono prodotti gli ultimi dischi a 78 giri. I cantanti sono divisi in gruppi organizzati in base alle "scuole" nazionali e al tipo di voce o specialità. In pratica, ciò significa che esistono classificazioni separate per italiano, tedesco, francese, anglo-americano ed est europeo.
Piuttosto che concentrarsi su cantanti famosi le cui registrazioni sono ampiamente disponibili altrove, The Record of Singing comprende un gran numero di artisti meno conosciuti al fine di fornire un ampio quadro del mondo operistico contemporaneo. Artisti vocali di una tale fama perenne nel tempo come Enrico Caruso, Nellie Melba, Titta Ruffo, Feodor Chaliapin, Kirsten Flagstad, Rosa Ponselle e Maria Callas sono così rappresentati, ma solo con poche registrazioni per ciascuno di loro. Tuttavia nessuna raccolta del genere può mai essere esaustiva nel campo di applicazione e il progetto è stato criticato di volta in volta dalla sua uscita iniziale per aver trascurato alcuni cantanti importanti che, sebbene oggi ampiamente dimenticati, erano artisti di grande talento all'epoca e che un tempo godevano di carriere importantissime e raggiunsero un record di meriti artistici duraturi.

## Le origini
L'idea originale della serie venne alla collezionista Vivian Liff, che scelse le registrazioni utilizzate nei primi due volumi, quasi tutte provenienti dalla collezione Stuart-Liff, nonché le fotografie dei cantanti che sono state pubblicate nei libri che hanno accompagnato i volumi 1 e 2 del progetto. A Michael Scott fu chiesto di scrivere questi due libri. Contenevano anche brevi biografie di cantanti e presentavano un commento critico, a volte controverso, (vedi sotto) sui loro successi, che sono furono raccolti in alcuni dischi che avevano realizzato. Bryan Crimp della EMI era responsabile dei trasferimenti del materiale registrato originale su LP. Keith Hardwick, invece, fu responsabile dei trasferimenti ecc. sugli ultimi due volumi della rassegna (che non era accompagnato da libri).

## Pubblicazione su LP
La EMI pubblicò per la prima volta la raccolta su dischi in vinile (long playing).
Il volume 1 apparve per la prima volta nel 1977, con una seconda edizione nel 1982 che includeva correzioni della tonalità di molte registrazioni. Anche il supplemento apparve intorno al 1982. Il volume 2 fu pubblicato nel 1979. Il volume 3 e il volume 4 sono stati pubblicati rispettivamente intorno al 1984 e al 1989.
Il set completo era su 47 dischi. I volumi 1, 2 e 3 ne contengono ciascuno 13, il volume 4 contiene 8 dischi. L'intenzione originale era apparentemente quella di produrre 12 LP per volume; ma la selezione dei cantanti inclusa nel volume 1 si rivelò controversa e un disco aggiuntivo (intitolato "Supplemento") fu aggiunto a sviste parzialmente corrette. Ai volumi 2 e 3 furono quindi assegnati 13 incisioni ciascuno.

## Compact disc
Il volume 4 è stato ripubblicato su sette compact disc (CD) dalla EMI Classics con il titolo The Record of Singing Volume Four nel 1991. Questo non fu evidentemente un successo commerciale e l'azienda non procederre alla ristampa dei primi tre volumi nello stesso formato.
Il volume 3, tuttavia, fu successivamente ripubblicato nel 1999 su 10 CD dalla Testament con il titolo The EMI Record of Singing Volume Three: 1926–1939. Questo era ancora disponibile presso i punti vendita (a partire dal 2010).
Nel 2009 EMI Classics ha pubblicato due set correlati, ciascuno contenente 10 CD, The Record of Singing, 1899-1952: The Very Best of Vols. 1–4 è costituito da selezioni precedentemente pubblicate nei quattro volumi originali di LP. The Record of Singing, Vol. 5: 1953–2007 – From the LP to the Digital Era è una nuova raccolta che porta la serie fino ai giorni nostri. È stato criticato, tuttavia, per non essere adeguatamente rappresentativo di artisti non EMI.

## Download MP3
Il volume 2 è disponibile come download MP3 su diverse piattaforme Internet. Gli LP originali sono ora distribuiti su 13 parti. Ogni parte viene fornita con una copertina singola, simile all'immagine originale della copertina, ma di colore variabile.

## Documentazione
La raccolta è stata pubblicata con un'ampia documentazione, compresi i numeri delle registrazioni originali e le biografie complete dei cantanti.
I primi due volumi sono stati accompagnati da libri di Michael Scott:
- The Record of Singing to 1914, Londra, Duckworth, 1977, ISBN 978-0-7156-1030-5.
- The Record of Singing Volume Two: 1914–1925, Londra, Duckworth, 1979.

Sono stati ripubblicati in edizione economica dalla Northeastern University Press nel 1993, ISBN 978-1-55553-163-8
I libri sono ancora ampiamente disponibili presso i venditori di libri di seconda mano.

## The Record of Singing Volume 1 (1899–1919)
- La voce di Castrato: Alessandro Moreschi
- La vecchia scuola: Adelina Patti, Emma Albani, Marcella Sembrich
- Melba e i gli alunni Marchesi: Nellie Melba, Sigrid Arnoldson, Emma Eames, Lillian Blauvelt, Suzanne Adams, Ellen Beach Yaw, Blanche Marchesi

### Cantanti di lingua inglese
- Soprani drammatici: Agnes Nicholls, Lillian Nordica, Olive Fremstad, Geraldine Farrar, Susan Strong, Zélie de Lussan
- Contralti: Louise Homer, Louise Kirkby Lunn, Clara Butt
- Tenori: Edward Lloyd, Ben Davies, Dan Beddoe, Evan Williams
- Baritoni e bassi: Charles Santley, George Henschel, Harry Plunket Greene, Robert Watkin-Mills, Andrew Black, David Bispham, Emilio de Gogorza, Clarence Whitehill

### I francesi
- Tenori: Émile Scaremberg, Charles Dalmorès, Lucien Muratore, Charles Rousselière
- Tenori lirici: Victor Capoul, Edmond Clément, Adolphe Maréchal, Albert Vaguet
- Voci alte ed eroiche: Léon Escalais, Agustarello Affré, Georges Imbart de la Tour, Albert Alvarez
- Baritoni: Jean Lasalle, Victor Maurel, Maurice Renaud, Henri Albers, Jean Noté, Léon Melchissédec, Lucien Fugère, Gabriel Soulacroix, Jean Périer, Charles Gilibert
- Bassi: Pol Plançon, Édouard de Reszke, Pedro Gailhard, Jean-François Delmas, Juste Nivette, Hippolyte Belhomme
- Soprani drammatici: Emma Calvé, Félia Litvinne, Aino Ackté, Mary Garden
- Soprani lirici: Julia Guiraudon, Marguerite Carré, Lucette Korsoff, Lise Landouzy, Alice Verlet, Blanche Arral
- Contralti: Blanche Deschamps-Jéhin, Marie Delna, Jeanne Gerville-Réache

### L'emergere del verismo
- 'La Gloria d'Italia': Mattia Battistini, Antonio Cotogni, Giuseppe Kaschmann, Francisco D'Andrade, Antonio Magini-Coletti, Giuseppe Pacini, Mario Ancona
- Scotti, de Luca e Pini-Corsi: Antonio Scotti, Giuseppe De Luca, Antonio Pini-Corsi
- Verismo trionfante: Eugenio Giraldoni, Mario Sammarco, Pasquale Amato, Titta Ruffo
- Il basso: Francesco Navarini, Giovanni Gravina, Andres de Segurola, Adamo Didur
- Tradizione e tenore italiano: Francesco Marconi, Fernando Valero, Fernando De Lucia, Francesc Viñas, Florencio Constantino
- Tenori lirici: Alessandro Bonci, Giuseppe Anselmi, Aristodemo Giorgini, Edoardo Garbin
- Tenori drammatici: Francesco Tamagno, Giovanni de Negri, Giuseppe Borgatti, Fiorello Giraud, Amadeo Bassi, Giovanni Zenatello, Antonio Paoli, Enrico Caruso
- Soprani 'B.C.': Ines de Frate, Elena Teodorini, Fanny Torresella, Medea Figner, Olimpia Boronat, Ada Adini
- Dopo la Cavalleria: Gemma Bellincioni, Angelica Pandolfini, Emma Carelli, Cesira Ferrani, Lina Cavalieri, Rosina Storchio, Salomea Krusceniski, Teresa Arkel, Amelia Pinto, Janina Korolewicz-Wayda
- Quattro Soprani drammatici: Maria de Macchi, Eugenia Burzio, Giannina Russ, Celestina Boninsegna
- Tetrazzini e alcuni 'coloratura': Luisa Tetrazzini, Regina Pacini, Josefina Huguet, Maria Galvany
- Contralti italiani: Guerrina Fabbri, Eugenia Mantelli, Armida Parsi-Pettinella, Maria Gay

### Wagner e lo stile tedesco
- L'esempio strumentale: Irene Abendroth, Margarethe Siems, Erika Wedekind, Hermine Bosetti, Marie Gutheil-Schoder, Hedwig Francillo-Kaufmann, Gertrude Förstel, Frieda Hempel, Selma Kurz
- Lilli Lehmann: Lilli Lehmann
- Soprani della scuola di Bayreuth: Sophie Sedlmair, Pelagie Greef-Andriessen, Hatharina Senger-Bettaque, Ellen Gulbranson, Thila Plaichinger, Anna Bahr-Mildenburg, Katharine Fleischer-Edel, Felice Kaschowska, Lucie Weidt
- Gadski e Destinn: Johanna Gadski, Emmy Destinn
- Contralti: Marianne Brandt, Ernestine Schumann-Heink, Rosa Olitzka, Edyth Walker, Margarete Matzenauer
- Heldentenor: Hermann Winkelmann, Erik Schmedes, Ernest van Dyck, Andreas Dippel, Heinrich Knote, Karel Burian, Alfred von Bary, Wilhelm Herold, Jacques Urlus, Leo Slezak, Karl Jörn,
- Cantanti di lied: Gustav Walter, Felix Senius
- Baritoni e bassi: Karl Scheidemantel, Baptist Hoffmann, Anton van Rooy, Theodor Bertram, Leon Rains, Leopold Demuth, Wilhelm Hesch

### Cantanti della Russia imperiale
- Soprani e contralti: Natalia Yuzhina, Medea Mei Figner, Antonina Nezhdanova, Marie Michailova, Alma Fohrström, Nina Friede, Eugenia Zbujeva, Anastasia Vialtzeva
- Tenori, baritoni e bassi: Nikolay Figner, Ivan Erschov, Leonid Sobinov, Andrei Labinsky, Alexander Davidov, Ivan Altchevsky, Tadeusz Leliva, Joachim Tartakov, Nicholai Shevelev, Waclav Brzezinski, Lev Sibiriakov, Vladimir Kastorsky, Fëdor Ivanovič Šaljapin

### Supplemento
- Félia Litvinne, Georgette Bréjean-Silver, Léon Lafitte, Méyriane Héglon, Gemma Bellincioni, Elisa Bruno, Alice Cucini, Mario Gilion, Francesco Maria Bonini, Giuseppe De Luca, Enrico Nani, Vittorio Arimondi, Oreste Luppi, Nazzareno De Angelis, Elise Elizza, Marie Dietrich, Minnie Nast, Marie Götze, Wilhelm Grüning, John Forsell

## The Record of Singing Volume 2 (1914–1925)

### Rivoluzione russa e canzoni
- Chaliapin: Fëdor Ivanovič Šaljapin (1873–1938), George Baklanov (1880–1938), Alexander Bragin (1881–1955), Ivan Grizounov (1897–1919), Ivan Ivantzov (c.1880–?)
- Smirnov: Dimitri Smirnov (1881–1944)
- Kouznetsova to Koshetz: Maria Nikolaevna Kouznetsova (1880–1966), Marianne Tcherkasskaya (1884–1919), Nina Koshetz (1894–1965)
- Due 'Coloratura': Lydia Lipkowska (1880–1955), Eugenia Bronskaya (1882–1953)
- Contralti: Elisaveta Petrenko (1880–1951), Vera Petrova-Zvanceva (1875–1944), Klavdia Tugarinova (1877–?)

### La tradizione francese in declino
- Franz, Ansseau e Fontaine: Paul Franz (1876–1950), Fernand Ansseau (1890–1972), Charles Fontaine (1878–1955)
- Un quintetto di tenori lirici: David Devriès (1881–1936), Fernand Francell (1880–1966), Charles Friant (1890–1947), Louis Cazette (1887–1922), René Lapelletrie (1884–1956)
- Baritoni dell'Opéra: Dinh Gilly (1877–1940), Louis Lestelly (1877–1936)
- Journet e i Bassi: Marcel Journet (1867–1933), Hector Dufranne (1870–1951), Paul Payan (1878–1959)
- Attori cantanti: Vanni Marcoux (1877–1962), Jean Aquistapace (1888–1952), Alfred Maguenat (c. 1880–?), Armand Crabbé (1883–1947)
- Contralti: Suzanne Brohly (1882–1943), Marie Charbonnel (1880–1969), Jacqueline Royer (1884–?)
- Cinque soprani internazionali: Marie-Louise Edvina (1880–1948), Marthe Chenal (1881–1947), Geneviève Vix (1879–1939), Yvonne Gall (1885–1972), Fanny Heldy (1888–1973)
- Soprani lirici all'Opéra-Comique: Marguerite Mérentié (1880–?), Aline Vallandri (1878–1952), Zina Brozia (1876–1958)
- Un Trio di cantanti da Concerto: Gabrielle Ritter-Ciampi (1886–1974), Berthe Auguez de Montalant (1865–1937), Georgette Leblanc-Maeterlinck (1860–1941)

### Il periodo d'oro del Verismo
- La Duse del Canto: Claudia Muzio (1889–1936)
- Raisa e some Soprani drammatici: Rosa Raisa (1892–1963), Elena Ruszkowska (1878–1948), Maria Labia (1880–1953), Adelina Agostinelli (1880–1954), Ester Mazzoleni (1882–?)
- Soprani del Verismo: Tina Poli-Randaccio (1887–1956), Carmen Melis (1885–1967), Juanita Caracciolo (1890–1924), Gilda Dalla Rizza (1882–1975)
- Galli-Curci ed i 'Coloratura': Amelita Galli-Curci (1882–1963), Maria Barrientos (1883-I946), Graziella Pareto (1889–1975), Elvira de Hidalgo (1892–1980), Lucrezia Bori (1887–1960)
- Contralti italiani: Gabriella Besanzoni (1890–1962), Fanny Anitùa (1887–1968), Luisa Bertana (1898–1933)
- Tenori lirici: Tito Schipa (1889–1965), Fernando Carpi (1876–1959),
- Tradizione ed il tenore italiano: Beniamino Gigli (1890–1957), Hipólito Lázaro (1887–1974), Miguel Fleta (1893–1938), Giulio Crimi (1885–1939), Ulysses Lappas (1881–1971)
- Quattro tenori drammatici: Bernardo de Muro (1881–1955), Edoardo Ferrari-Fontana (1878–1936), Icilio Calleja (1882–1941), Giovanni Martinelli (1885–1969)
- Baritoni principali: Giuseppe De Luca (1870–1950), Riccardo Stracciari (1875–1955), Domenico Viglione-Borchese (1877–1957), Renato Zanelli (1892–1935), Emilio Sagi-Barba (1875–1949)
- Mardones: José Mardones (1869–1939)

### Cantanti del mondo di lingua inglese
- Alda e Mason: Frances Alda (1883–1952), Edith Mason (1893–1973)
- Soprani da concerto americani: Alma Gluck (1884-I938), Hulda Lashanska (1893–1974), Anna Case (1889–1984), Éva Gauthier (1885–1958)
- Soprani lirici americani: Anna Fitziu (1888–1967), Carolina White (1886–1961), Lucille Marcel (1887–1921), Julia Heinrich (1880–1919), Marguerite Namara (1888–1977)
- Cantanti Gramophone: Eleanor Jones-Hudson (1874–1946), Ruth Vincent (1877–1955), Lucy Isabelle Marsh (1878–1956), Olive Kline (1887–1976)
- Un quartetto di coloritura: Evelyn Scotney (1886–1967), Mabel Garrison (1886–1963), Florence Macbeth (1891–1966), Luella Paikin (1900–?)
- Soprani lirici inglesi: Maud Perceval Allen (1880–1955), Rosina Buckman (1880–1948)
- Miura e Bryhn-Langard: Tamaki Miura (1884–1946), Borghild Bryhn-Langard (1883–1939)
- Ponselle e Easton: Rosa Ponselle (1897–1981), Florence Easton (1882–1955)
- Contralti: Carmen Hill (1883–?), Leila Megane (1891–1960), Carolina Lazzari (1891–1946), Edna Thornton (1875–1958), Sophie Braslau (1892–1935), Eleonora de Cisneros (1878–1934)
- Un quartetto di tenori americani: Riccardo Martin (1874–1952), Orville Harrold (1878–1933), Charles Hackett (1887–1941), Mario Chamlee (1892–1966)
- Un trio di origine britannica: Edward Johnson (1878–1959, in realtà nato in Canada), Alfred Piccaver (1883–1958), Joseph Hislop (1884–1977)
- Voci eroiche: John O'Sullivan (1878–1948), Frank Mullings (1881–1953)
- Tradizione della ballata ed oratorio: John Coates (1865–1941), Gervase Elwes (1866–1921), Walter Hyde (1875–1951), Paul Reimers (1877–1942)
- McCormack: John McCormack (1884–1945)
- Baritoni e Bassi: Reinald Werrenrath (1883–1953), Peter Dawson (1882–1961), Horace Stevens (1876–1954), Malcolm McEachern (1883–1945)

### The German Style in Evolution
- Soprani lirici: Eva von der Osten (1881–1936), Luise Perard-Petzl (1884–1936), Zinaida Jurjevskaya (1896–1925), Elisabeth Rethberg (1894–1976), Grete Stückgold (1895–1977)
- Soprani lirici-drammatici: Elsa Bland (1880–1935), Lily Hafgren-Dinkela (1884–1965), Barbara Kemp (1881–1959), Charlotte von Seebök (1886–1952)
- Soprani drammatici: Melanie Kurt (1880–1941), Berta Morena (1878–1952), Helene Wildbrunn (1882–1972), Gertrude Bindernagel (1894–1932), Gertrude Kappel (1884–1971), Frida Leider (1888–1975)
- Schumann: Elisabeth Schumann (1888–1952), Berta Kiurina (1881–1933), Lola Artôt de Padilla (1880–1933), Claire Dux (1885–1967), Vera Schwarz (1884–1964), Maria Ivogün (1891–1987)
- Jeritza e Lehmann: Maria Jeritza (1887–1982), Lotte Lehmann (1888–1976)
- Cinque Contralti: Margarethe Arndt-Ober (1885–1971), Ottilie Metzger (1878–1943), Ankar Horvat (1888– c.1921), Sabine Kalter (1889–1957), Emmi Leisner 1885–1958)
- I grandi cantanti di lied: Elena Gerhardt (1883–1961), Julia Culp (1880–1970)
- Baritoni: Julius von Raatz-Brockmann (1870–1944), Friedrich Broderson (1873–1926), Heinrich Rehkemper (1894–1949), Hans Duhan (1890–1971), Hermann Weil (1876–1949), Cornelis Bronsgeest (1878–1957), Joseph Groenen (1885–1959), Joseph Schwarz (1880–1926)
- Bassi: Michael Bohnen (1887–1965), Paul Bender (1875–1947), Richard Mayr (1877–1935), Walter Soomier (1878–1955), Carl Braun (1886–1960), Alexander Kipnis (1891–1978)
- Tauber ed i tenori lirici: Richard Tauber (1891–1948), Alexander Kirchner (1876–1948), Johannes Sembach (1881–1944), Herman Jadlowker (1877–1953)
- Tenori dell'Europa orientale: Ottokar Marak (1872–1939), Ignacy Dygas (1881–1955), Joseph Mann (1883–1921), Tino Pattiera (1890–1966)
- Tenori eroici: Richard Schubert (1885–1969), Walter Kirchhoff (1879–1951), Lauritz Melchior (1890–1973)

## The Record of Singing Volume 3 (1926–1939)

### La scuola tedesca
- Lauritz Melchior, Max Lorenz, Franz Völker, Helge Rosvaenge, Torsten Ralf, Richard Tauber, Marcel Wittrisch, Herbert Ernst Groh, Joseph Schmidt, Julius Patzak, Karl Erb, Leo Slezak, Gerhard Hüsch, Heinrich Schlusnus, Herbert Janssen, Willi Domgraf-Fassbaender, Karl Hammes, Rudolf Bocklemann, Friedrich Schorr, Hans-Hermann Nissen, Alfred Jerger, Leo Schützendorf, Wilhelm Strienz, Ivar F. Andresen, Alexander Kipnis
- Sigrid Onégin, Karin Branzell, Kerstin Thorborg, Maria Olczewska, Margarete Klose, Rosette Anday, Marta Fuchs, Elena Gerhardt, Lula Mysz-Gmeiner, Jo Vincent, Ria Ginster, Ursula van Diemen, Elisabeth Schumann, Lotte Schöne, Fritzi Jokl, Adele Kern, Miliza Korjus, Erna Berger, Emmy Bettendorf, Felicie Huni-Mihacsek, Margherita Perras, Luise Helletsgruber, Meta Seinemeyer, Margarete Teschemacher, Delia Reinhardt, Tiana Lemnitz, Maria Cebotari, Elisabeth Rethberg, Rose Pauly, Göta Ljungberg, Lotte Lehmann, Maria Müller, Mária Németh, Elisabeth Ohms, Nanny Larsén-Todsen, Frida Leider, Kirsten Flagstad

### La scuola italiana
- Conchita Supervía, Gianna Pederzini, Irene Minghini-Cattaneo, Ebe Stignani, Florica Christoforeanu, Pia Tassinari, Giannina Arangi-Lombardi, Bianca Scacciati, Dusolina Giannini, Maria Caniglia, Lina Bruna Rasa, Gina Cigna, Iva Pacetti, Margaret Burke Sheridan, Rosetta Pampanini, Claudia Muzio, Hina Spani, Maria Farneti, Maria Zamboni, Mafalda Favero, Licia Albanese, Magda Olivero, Bidu Sayão, Conchita Badía, Adelaide Saraceni, Mercedes Capsir, Toti Dal Monte, Lina Pagliughi
- Ezio Pinza, Tancredi Pasero, Nazzareno De Angelis, Salvatore Baccaloni, Afro Poli, Mariano Stabile, Mario Basiola, Apollo Granforte, Cesare Formichi, Carlo Galeffi, Benvenuto Franci, Giovanni Inghilleri, Carlo Tagliabue, Riccardo Stracciari, Dino Borgioli, Enzo de Muro Lomanto, Tito Schipa, Tino Folgar, Luigi Fort, Alessandro Ziliani, Galliano Masini, Francesco Merli, Renato Zanelli, Beniamino Gigli, Jussi Björling, Antonio Cortis, Giacomo Lauri-Volpi, Aureliano Pertile

### La scuola francese
- Lily Pons, Leila Ben Sedira, Emma Luart, Germaine Féraldy, Eidé Norena, Ninon Vallin, Povla Frijsh, Jane Bathori, Madeleine Grey, Germaine Martinelli, Suzanne Cesbron-Viseur, Suzanne Balguerie, Germaine Lubin, Germaine Cernay, Claire Croiza, Alice Raveau
- Georges Thill, René Maison, José Luccioni, César Vezzani, René Verdière, Gaston Micheletti, Miguel Villabella, André d'Arkor, Giuseppe Lugo, Joseph Rogatchewsky, Jean Planel, Charles Panzéra, Pierre Bernac, Martial Singher, Roger Bourdin, Arthur Endrèze, Robert Couzinou, André Balbon, Lucien Fugère, Vanni Marcoux, Yvonne Printemps, Reynaldo Hahn

### La scuola anglo-americana
- Lawrence Tibbett, John Charles Thomas, Dennis Noble, John Brownlee, Harold Williams, Peter Dawson, John McCormack, Roland Hayes, Charles Kullman, Heddle Nash, Thomas Burke, Richard Crooks, Walter Widdop, Norman Allin
- Marguerite d'Alvarez, Madame Charles Cahier, Muriel Brunskill, Clara Butt, Marian Anderson, Susan Metcalfe Casals, Grace Moore, Gladys Swarthout, Ina Souez, Maggie Teyte, Isobel Baillie, Dora Labbette, Joan Cross, Florence Easton, Rosa Ponselle, Marjorie Lawrence, Eva Turner, Florence Austral

### La scuola dell'Europa orientale/slava
- Jarmila Novotná, Nathalie Vechor, Ada Nordenova, Maria Kurenko, Xenia Belmas, Ada Sari, Oda Slobodskaya, Maria Krasová, Maria Basilides, Mark Reizen, Fëdor Ivanovič Šaljapin, Imre Palló, Vladimir Rosing, Sergej Jakovlevič Lemešev

## The Record of Singing Volume 4 (Dal 1939 alla fine dell'era del 78 giri, circa 1955)

### La scuola anglo-americana
- Margaret Ritchie, Gwen Catley, Dorothy Kirsten, Florence Quartararo, Elsie Houston, Eleanor Steber, Maggie Teyte, Dorothy Maynor, Joan Hammond, Astrid Varnay, Helen Traubel, Rose Bampton, Blanche Thebom, Jennie Tourel, Flora Nielsen, Gladys Ripley, Kathleen Ferrier, David Lloyd, Webster Booth, Peter Pears, Jan Peerce, Walter Midgley, James Johnston, Richard Tucker, Alfred Deller, Robert Irwin, Frederick Fuller, Igor Gorin, Mack Harrell, Leonard Warren, Robert Merrill, Norman Walker, George London, Oscar Natzka

### La scuola francese
- Mado Robin, Martha Angelici, Irène Joachim, Géori Boué, Ginette Guillamat, Renée Doria, Victoria de los Ángeles, Suzanne Danco, Suzanne Juyol, Irma Kolassi, Solange Michel, Hélène Bouvier, Rita Gorr, Hugues Cuénod, Raoul Jobin, Pierre Bernac, Camille Maurane, Gérard Souzay

### La scuola tedesca
- Elisabeth Schumann, Erika Köth, Maria Stader, Elisabeth Schwarzkopf, Irmgard Seefried, Maria Reining, Elisabeth Grümmer, Sena Jurinac, Ljuba Welitsch, Gré Brouwenstijn, Leonie Rysanek, Inge Borkh, Friedel Beckmann, Hilde Konetzni, Elisabeth Höngen, Hugo Meyer Welfing, Anton Dermota, Walther Ludwig, Julius Patzak, Peter Anders, Rudolf Schock, Dietrich Fischer-Dieskau, Karl Schmitt-Walter, Erich Kunz, Marko Rothmuller, Paul Schöffler, Hans Hotter, Ludwig Weber, Josef Herrmann, Theo Herrmann, Gottlob Frick

### La scuola scandinava
- Kirsten Flagstad, Lorri Lail, Gjurgja Leppée, Aksel Schiøtz, Stefán Íslandi, Nicolai Gedda, Jussi Björling, Hugo Hasslo, Bernhard Sönnerstedt, Joel Berglund, Kim Borg

### Le scuole russe e slave
- Mascia Predit, Zara Doluchanova, Claudia Novikova, Nadežda Obuchova, Georgi Vinogradov, Ivan Žadan, Georgi Nelepp, Beno Blachut, Ivan Kozlovskij, Pavel Lisitsian, Andrei Ivanov, Boris Christoff, Mark Reizen, Boris Gmyrya, Endre Koréh

### La scuola italiana
- Ferruccio Tagliavini, Beniamino Gigli, Giuseppe Di Stefano, Luigi Infantino, Giovanni Malipiero, Giacinto Prandelli, Mario Del Monaco, Paolo Silveri, Tito Gobbi, Giuseppe Valdengo, Giampiero Malaspina, Gino Bechi, Raffaele Arié, Nicola Rossi-Lemeni, Tancredi Pasero, Cloe Elmo, Giulietta Simionato, Fedora Barbieri, Ebe Stignani, Alda Noni, Elena Arizmendi, Margherita Carosio, Magda László, Alba Anzellotti, Gabriella Gatti, Renata Tebaldi, Sara Scuderi, Margherita Grandi, Zinka Milanov, Maria Callas

## The Record of Singing Volume 5 (Dall'LP all'era digitale 1953–2007)

### Cantanti Wagneriani degli anni '50 e primi anni '60
- Kirsten Flagstad, Birgit Nilsson, Elisabeth Grümmer, Régine Crespin, Rita Gorr, Gottlob Frick, Ludwig Weber, Dietrich Fischer-Dieskau, Fritz Wunderlich, Astrid Varnay, Ludwig Suthaus, Martha Mödl, Hans Hotter, Otto Edelmann, Rudolf Schock, Ferdinand Frantz, Josef Greindl

### Soprani e mezzosoprani: 1953-1968
- Joan Hammond, Joan Sutherland, Maria Callas, Rita Streich, Erika Köth, Renate Holm, Elsie Morison, Antonietta Stella, Martha Angelici, Janine Micheau, Graziella Sciutti, Aase Nordmo Løvberg, Anna Moffo, June Bronhill, Hilde Gueden, Victoria de los Ángeles, Melitta Muszely, Amy Shuard, Lisa Della Casa, Hanny Steffek, Pilar Lorengar, Andrée Esposito, Sari Barabas, Lucia Popp, Renata Scotto, Elisabeth Schwarzkopf, Mirella Freni, Anneliese Rothenberger, Reri Grist, Gwyneth Jones, Christa Ludwig

### Tenori: 1953–1968
- Jussi Björling, Henri Legay, Léopold Simoneau, Albert Lance, Eugenio Fernandi, João Gibin, Richard Lewis, Charles Craig, Giuseppe Campora, Fritz Wunderlich, Ronald Dowd, Alfredo Kraus, Luigi Alva, Wilfred Brown, Jess Thomas, Franco Corelli, Peter Schreier, Nicolai Gedda, James King, Luciano Pavarotti

### Baritoni e bassi: 1955–1967
- Tito Gobbi, Boris Christoff, Rolando Panerai, Nicola Zaccaria, Michel Dens, Eberhard Wächter, Ernest Blanc, Hermann Prey, Nicolai Ghiaurov, Cornell MacNeil

### Soprani: 1969–1988
- Martina Arroyo, Mady Mesplé, Elly Ameling, Montserrat Caballé, Helga Dernesch, Gundula Janowitz, Edda Moser, Margaret Price, Beverly Sills, Galina Pavlovna Višnevskaja, Heather Harper, Leontyne Price, Ileana Cotrubaş, Elisabeth Söderström, Kiri Te Kanawa, Ghena Dimitrova, Jessye Norman, Edita Gruberová, Hildegard Behrens, Luciana Serra

### Mezzosoprani: 1969–1984
- Grace Bumbry, Shirley Verrett, Yvonne Minton, Frederica von Stade, Fiorenza Cossotto, Irina Arkhipova, Elena Obraztsova, Teresa Berganza, Tatiana Troyanos, Agnes Baltsa, Janet Baker, Marilyn Horne, Ann Murray

### Tenori: 1969–1988
- Carlo Bergonzi, Jon Vickers, René Kollo, Ian Partridge, Donald Smith, Franco Bonisolli, José Carreras, Alain Vanzo, Neil Shicoff

### Baritoni e bassi: 1966–1986
- John Shirley-Quirk, Piero Cappuccilli, Geraint Evans, Gabriel Bacquier, Gérard Souzay, Kurt Moll, Walter Berry, Peter Glossop, Ruggero Raimondi, Sherrill Milnes, Martti Talvela, Aage Haugland, José van Dam, Thomas Allen

### Soprani: 1989–2004
- June Anderson, Barbara Hendricks, Cheryl Studer, Katia Ricciarelli, Dagmar Schellenberger, Karita Mattila, Solveig Kringelborn, Ruth Ann Swenson, Felicity Lott, Christine Brewer, Jane Eaglen

### Mezzosoprani: 1988–2001
- Brigitte Fassbaender, Anne Sofie von Otter, Waltraud Meier, Hera Lind, Michelle DeYoung, Bernarda Fink, Katarina Karnéus, Lorraine Hunt-Lieberson

### Tenori: 1989–2001
- John Aler, Plácido Domingo, Chris Merritt, Ben Heppner, Michael Schade, Roberto Alagna, José Cura

### Baritoni e bassi: 1991–1995
- Bryn Terfel, Bernd Weikl, François le Roux, Thomas Hampson, Simon Keenlyside, Thomas Quasthoff

### Cantanti di musica barocca e musica antica e la musica antica dal 1953 al 2005
- Donne: Montserrat Figueras, Helen Donath, Arleen Auger, Emily Van Evera, Nancy Argenta, Emma Kirkby, Catherine King, Patricia Petibon, Susan Graham, Véronique Gens
- Uomini: Alfred Deller, James Bowman, Nigel Rogers, Paul Esswood, Arīs Christofellīs, Charles Brett, René Jacobs, Michael Chance, Harry van der Kamp, Dominique Visse, Derek Lee Ragin, Gérard Lesne, Philippe Jaroussky, Bejun Mehta

### Cantanti del nuovo millennio: 2000–2007
- Soprani, mezzosoprani e contralti: Angela Gheorghiu, Sandrine Piau, Natalie Dessay, Violeta Urmana, Patrizia Ciofi, Joyce DiDonato, Sine Bundgaard, Deborah Voigt, Christine Rice, Nina Stemme, Diana Damrau, Hyunah Yu, Kate Royal, Stephanie Blythe, Vivica Genaux
- Tenori e controtenori: Daniil Shtoda, Jonas Kaufmann, Ian Bostridge, Yu Qiang Dai, David Daniels, Lawrence Brownlee, Rolando Villazón, Max Emanuel Cenčić, Toby Spence, Franco Fagioli
- Baritoni e bassi: Laurent Naouri, Giovanni Furlanetto, Luca Pisaroni, Erwin Schrott, Jonathan Lemalu, Rodion Pogossov, Ildebrando D'Arcangelo

## Comunicazione personale di Vivian Liff
Mi sono rassegnata che la compilazione di The Record of Singing venga attribuita a Michael Scott o Keith Hardwick. Solo il volume 2 nel suo numero di LP dà il giusto riconoscimento del fatto che l'impresa era il mio concetto originale e che la scelta dei dischi per i primi due volumi era mia. Va anche detto che praticamente tutte le registrazioni utilizzate in quei volumi provengono dalla collezione Stuart-Liff, così come le fotografie utilizzate nei libri che li accompagnano. Mi è stato chiesto di scrivere questi libri, ma lo sforzo di compilazione, presentazione e registrazione per Michael Scott (al quale ho suggerito di chiedere di scrivere i libri) e Bryan Crimp, il maestro di trasferimento della E.M.I., ha occupato ogni momento del mio tempo libero disponibile.
Alcuni critici che scrivono dei primi 2 volumi mi hanno dato credito. C'era un lungo articolo con foto nel numero di agosto 1978 della rivista americana "Opera News" sulle collezioni Stuart–Liff con particolare riferimento a The Record of Singing. Dale Harris che scrive di tutti e quattro i volumi nella stessa rivista, circa un decennio dopo, ha anche messo le cose in chiaro ed è stato molto lusinghiero sul mio lavoro. Tuttavia sconosciuti e non conosciuti da tutti, erano quegli innumerevoli nastri che dovevo realizzare esclusivamente allo scopo di dare a Michael l'esperienza dei cantanti di cui stava scrivendo, molti dei quali non aveva mai sentito parlare prima. Le sue opinioni spesso molto critiche su molti cantanti preferiti non sono andate bene con alcuni recensori, ma la controversa scrittura di Michael ha certamente indotto i lettori a tornare alle registrazioni, se non altro per non essere d'accordo con i suoi giudizi.
La comparsa del volume 1 ha causato una vera tristezza quando è stato scoperto che molte selezioni erano state trasferite alla velocità sbagliata. Era ignoto, sia a Michael che a me, il fatto che Bryan Crimp fosse seriamente malato in quel momento. Non ci è stata concessa la promessa prova generale pre emissione durante la quale avremmo potuto correggere molti gravi errori. In effetti, il primo volume avrebbe dovuto essere ritirato e il denaro rimborsato agli acquirenti. Purtroppo questo non è stato fatto, ma un'edizione corretta è stata pubblicata uno o due anni dopo, sempre su LP, usando un nome leggermente diverso. Questo probabilmente per superare le difficoltà causate dal fatto che il problema originale era limitato.
Non molto tempo dopo la comparsa del secondo volume, ci siamo trasferiti dall'Inghilterra all'Isola di Man e la collezione Stuart-Liff è stata venduta. Keith Hardwick ha assunto l'incarico per i volumi finali, in cui non avevo voce in capitolo. Sebbene personalmente il mio rapporto con Keith sia rimasto amichevole fino alla sua morte, ebbe una forte antipatia per Michael Scott che non riuscì a collaborare con nessuno dei suoi amici. Sfortunatamente, fino ad oggi, i primi due volumi attendono ancora il trasferimento su CD.
Vivian Liff.  2 marzo 2006